# Chaetonotus benacensis
Chaetonotus benacensis är en djurart som tillhör fylumet bukhårsdjur, och som beskrevs av Francesco Balsamo och Fregni 1995. Chaetonotus benacensis ingår i släktet Chaetonotus och familjen Chaetonotidae. Inga underarter finns listade i Catalogue of Life.